# Vogelspinnen
Die Vogelspinnen (Theraphosidae) sind eine Familie der Vogelspinnenartigen (Mygalomorphae), einer Unterordnung der Webspinnen (Araneae). Sie umfassen 168 Gattungen und 1101 Arten, die sich auf 12 Unterfamilien verteilen. (Stand: Juli 2024)
Vogelspinnen traten bereits im Karbon vor 350 Millionen Jahren auf. Ihr Lebensraum sind vorrangig tropische bis subtropische Klimazonen. Umgangssprachlich werden unter dem Begriff „Vogelspinnen“ manchmal auch Vertreter anderer Vogelspinnenartiger bezeichnet.

## Herkunft der Namen

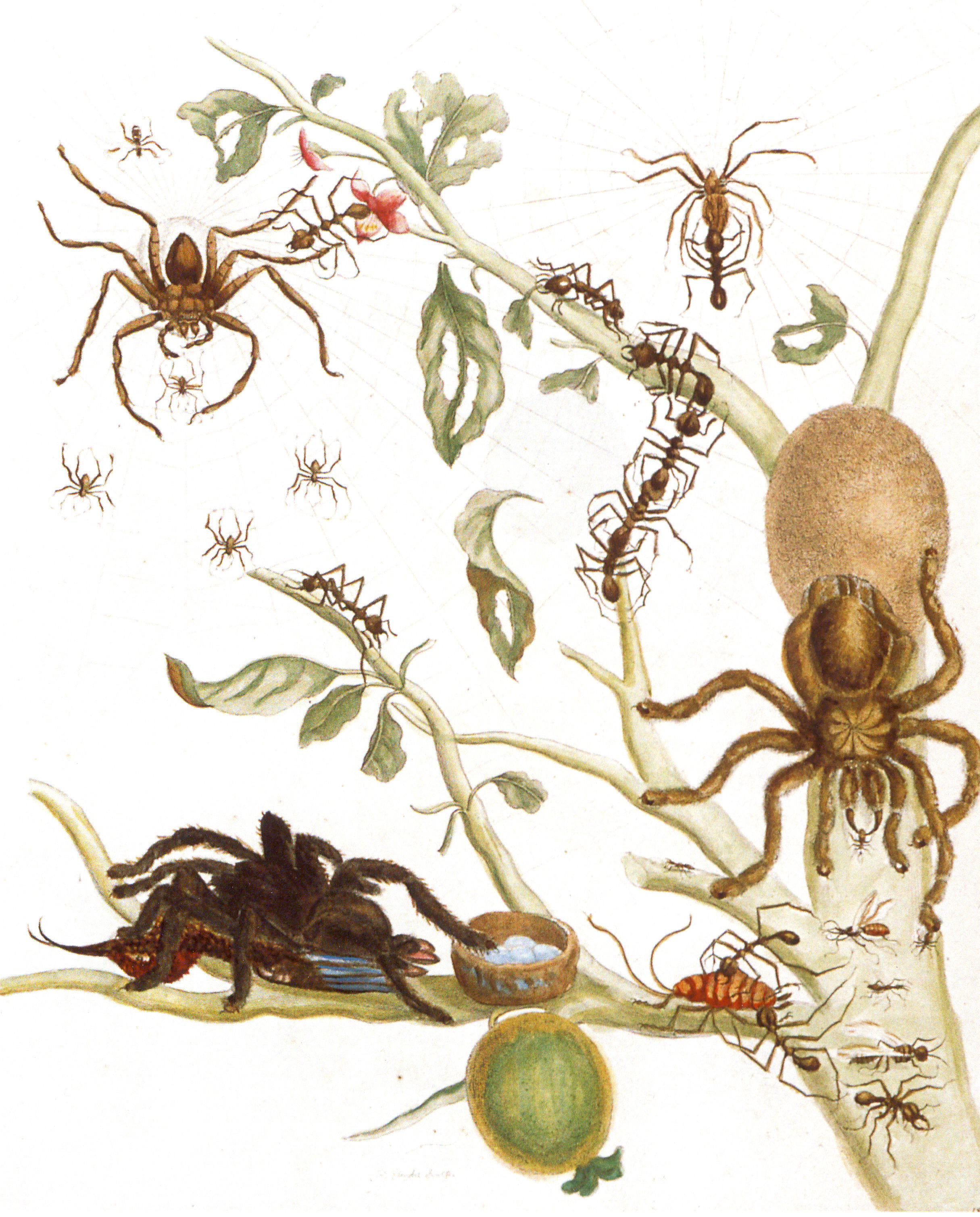
Kolorierter Kupferstich von Maria Sibylla Merian aus Metamorphosis insectorum Surinamensium, Bildtafel XVIII, 1705.

Ihren deutschen Trivialnamen „Vogelspinne“ verdanken sie wahrscheinlich der berühmten Naturforscherin und Künstlerin Maria Sibylla Merian. Ihre Eindrücke von einer Reise nach Surinam veröffentlichte sie 1705 in dem Werk Metamorphosis insectorum Surinamensium. Auf Seite 18 ist darin eine Illustration zu finden mit einer großen Spinne, die, auf einem Ast sitzend, einen Kolibri verspeist. Dies inspirierte wiederum Carl von Linné 1758, eine Spinne mit dem wissenschaftlichen Namen Aranea avicularia (mit dem Epitheton avicularia ‚den Vogel stechend‘) zu beschreiben (heute: Avicularia avicularia (Linnaeus, 1758)).

## Körperbau

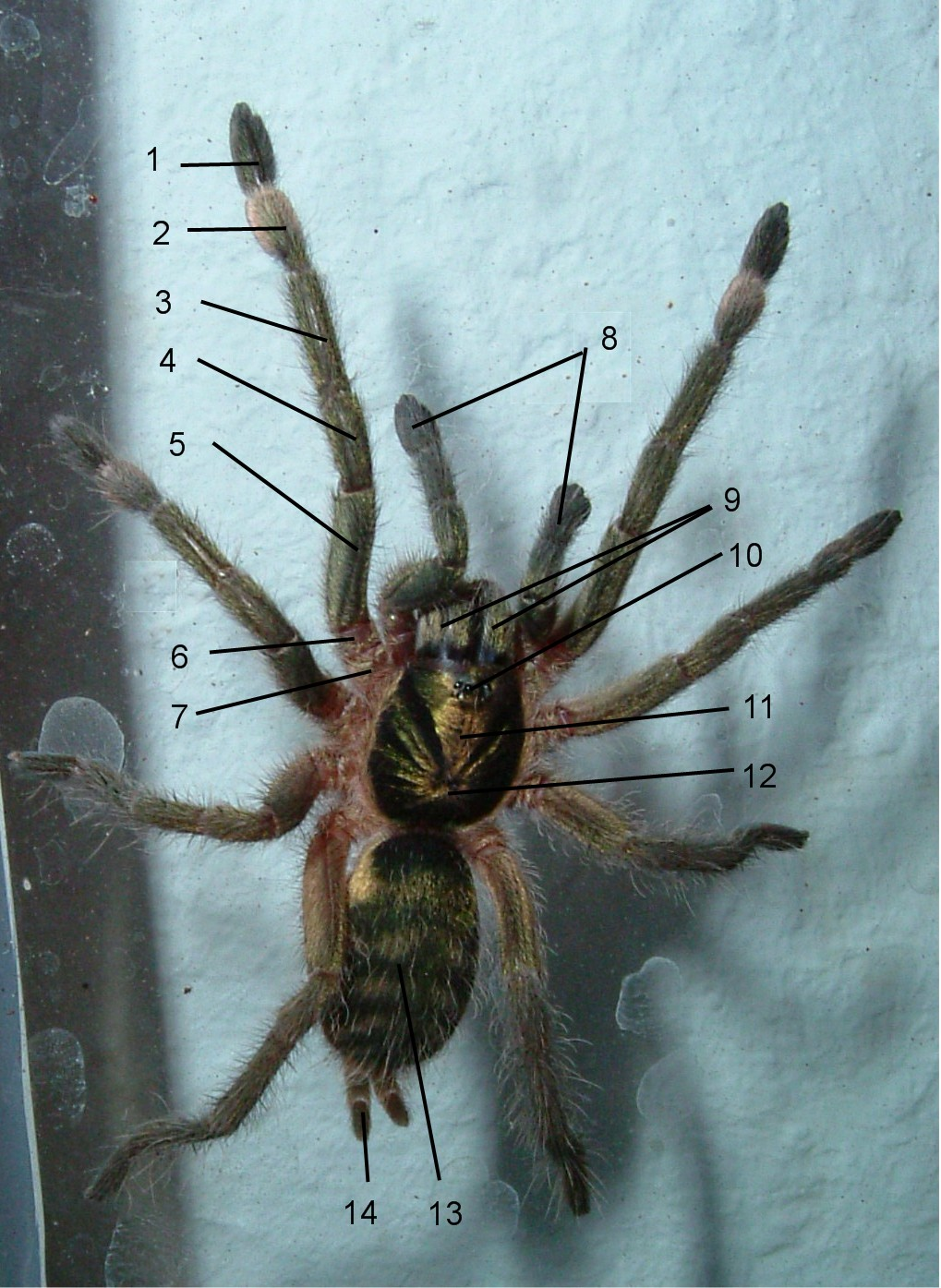

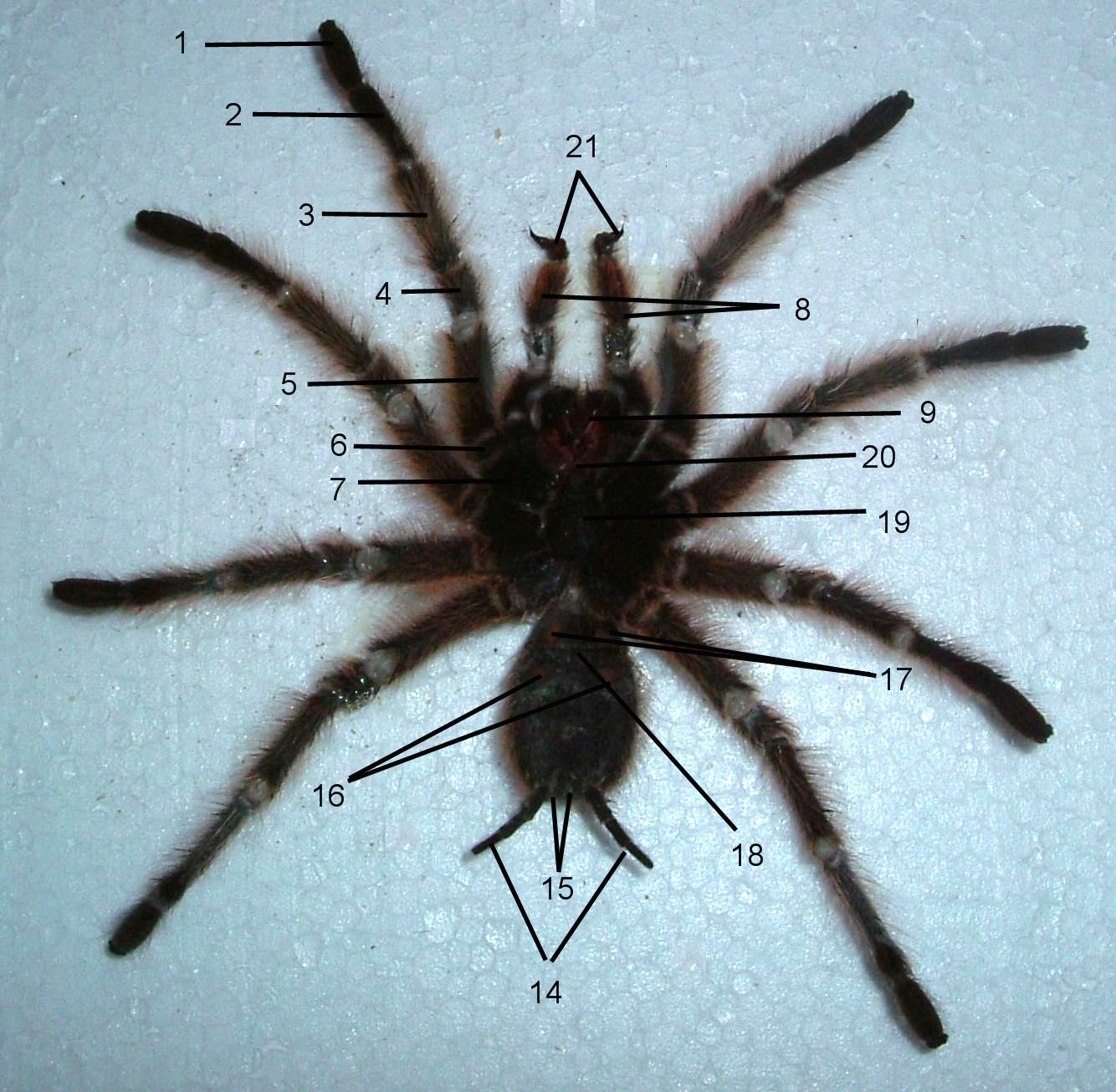
1: Fuß (Tarsus)
2: Mittelfuß (Metatarsus)
3: Schiene (Tibia)
4: Knie (Patella)
5: Schenkel (Femur)
6: Schenkelring (Trochanter)
7: Hüfte (Coxa)
8: Taster (Pedipalpen) auf dem unteren Bild mit Bulben
9: Beißklauen (Chelizeren)
10: Augen
11: Vorderkörper/Oberseite (Prosoma/Carapax)
12: Vertiefung der Oberseite (Thoraxgrube)
13: Hinterleib (Opisthosoma/Abdomen)
14: großes Spinnwarzenpaar
15: kleines Spinnwarzenpaar
16: oberes Buchlungenpaar
17: unteres Buchlungenpaar
18: Geschlechtsöffnung (Epigastralfurche)
19: Unterseite Vorderkörper (Sternum)
20: Mundöffnung (Labium)
21: männliches Geschlechtsorgan (Bulbus)

Vogelspinnen zählen zu den Gliederfüßern. Ihr Körper ist in mehrere Abschnitte unterteilt. Bei Webspinnen unterscheidet man zwischen dem Vorderkörper (Prosoma) mit den vier Laufbeinpaaren (Extremitäten), den (Kiefern-)Tastern (Pedipalpen) und den Beißklauen (Cheliceren) sowie dem Hinterleib (Opisthosoma) mit den Spinnwarzen.
Mit bis zu 12 Zentimetern Körperlänge und einer Spannweite von bis zu 28 Zentimetern gilt die Art Theraphosa blondi als größte bisher beschriebene Vogelspinne der Welt.

### Vorderkörper
Der Vorderkörper (Prosoma, 11) einer Vogelspinne besteht aus dem zusammengewachsenen Kopf- und Bruststück. Der große Schild auf der Oberseite wird als Carapax (11), der auf der Unterseite als Sternum (19) bezeichnet. Vorn am Vorderkörper befinden sich die Beißklauen (9), die Mundöffnung (20) und die Taster (8). Seitlich befinden sich die vier Laufbein-Paare. Auf der Oberseite ist auch die Thoraxgrube (12) erkennbar. Diese Grube wird in vielen Bestimmungsschlüsseln verwendet, um z. B. die verschiedenen Vogelspinnen-Gattungen zu unterscheiden. Am Ende befindet sich die Verbindung (Petiolus) zum Hinterleib (13). Im Inneren des Vorderkörpers befindet sich der Saugmagen. Mit diesem wird die vor der Mundöffnung verflüssigte Nahrung aufgesaugt.

#### Laufbeine
Die vier Laufbein-Paare von Vogelspinnen sind in je sieben Segmente unterteilt:
- Fuß (Tarsus, 1)
- Mittelfuß (Metatarsus, 2)
- Schiene (Tibia, 3)
- Knie (Patella, 4)
- Schenkel (Femur, 5)
- Schenkelring (Trochanter, 6)
- Hüfte (Coxa, 7)

Bei einigen Gattungen, z. B. Grammostola, Psalmopoeus oder Avicularia, haben die erwachsenen Männchen am ersten Beinpaar am Schienensegment sogenannte Schienbeinhaken (Tibiaapophysen). Diese dienen dem Männchen beim Paarungsakt dazu, die Chelizeren (Giftklauen) des Weibchens zu blockieren. Sie kommen aber nicht immer zum Einsatz.

#### Taster
Die Taster (Pedipalpen, 8) sind wie die Laufbeine aufgebaut, sie bestehen aber nur aus sechs Segmenten. Diese werden wie bei den Laufbeinen bezeichnet, der Mittelfuß (Metatarsus, 2) fehlt. Bei ausgewachsenen männlichen Tieren befinden sich an den Tasternenden die Bulbi. Diese sind im Ruhezustand eingeklappt. Jungtiere und Weibchen benutzen die Taster wie ein fünftes Laufbeinpaar. Mit den Tastern trommelt das ausgewachsene Männchen, um das Weibchen auf sich aufmerksam zu machen. Das Weibchen antwortet, wenn es paarungsbereit ist, ebenfalls mit Trommeln der Taster. Teilweise werden auch noch das erste und zweite Beinpaar dazu benutzt, zum Beispiel bei Avicularia.

#### Cheliceren

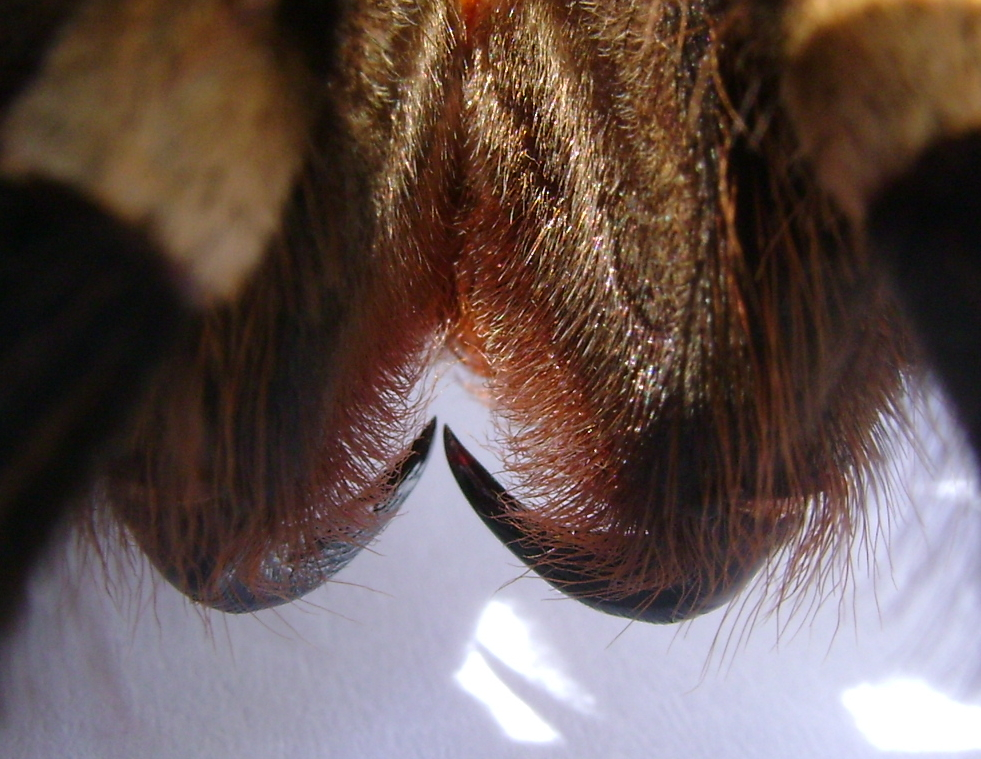
Cheliceren einer Acanthoscurria geniculata

Die Beißklauen (Cheliceren, 9) dienen der Spinne zum Beutefang, dabei schlagen sie gerade nach unten und leicht nach innen. Diese parallel zur Längsachse ausgerichteten (orthognathen) Beißklauen unterscheiden die Vogelspinnenartigen von den meisten echten Webspinnen (Araneomorphae).
Beim Beutefang dringen die Beißklauen in das Opfer ein und durch einen feinen Kanal wird das Gift injiziert. Die Giftdrüse liegt im basalen Glied der Beißklauen. Gleichzeitig dient das eingespritzte Gift zur Verdauung, d. h., es zersetzt den Körper des Beutetieres, so dass ihn die Vogelspinne anschließend aussaugen kann.

#### Augen
Die Augen (10) der Vogelspinne sind relativ klein und sitzen alle nahe beisammen auf dem Augenhügel. Bei Vogelspinnen ist der Sehsinn nur schwach ausgebildet. Sie haben Hauptaugen und Nebenaugen. Die Hauptaugen nehmen Bilder und Farben wahr und sind nützlich für das Erkennen der Beute. Die Nebenaugen hingegen nehmen Bewegungen wahr.

### Hinterleib
Der Hinterleib (Opisthosoma, 13) ist der empfindlichste Teil der Spinne, da er nicht wie der Vorderleib mit einem durchgängigen Exoskelett umgeben ist. Tergite und Sternite, welche nicht voll ausgehärtet sind, sind durch weichhäutige Pleuren verbunden. Dadurch kann sich der Hinterleib bei jeder Mahlzeit ausdehnen, so erkennt man den Ernährungszustand an dessen Fülle. Jedoch können Stürze aus relativ geringer Höhe tödlich sein, wenn der Hinterleib aufplatzt und die Tiere verbluten. Im Hinterleib befinden sich die meisten Organe der Vogelspinnen, darunter das schlauchförmige Herz, die Geschlechtsorgane, die zwei Buchlungenpaare (obere = 17, untere = 16) und Teile des Darmes.
Einige amerikanische Gattungen (alle Gattungen der Unterfamilie Theraphosinae) besitzen auf dem Hinterleib Brennhaare, zum Beispiel Brachypelma, Grammostola oder Theraphosa, im Gegensatz zu Psalmopoeus. Diese Haare sitzen locker auf der Hinterleibshaut und werden bei Störung des Tieres durch schnelles Reiben mit den Hinterbeinen dem Feind entgegengeschleudert. Avicularia streifen die Brennhaare nicht aktiv ab, sondern strecken den Hinterleib entgegen. Die spitzen Brennhaare besitzen Widerhaken und können starke Hautreizungen verursachen. Exemplare der Gattung Brachypelma machen recht häufig von ihren Brennhaaren Gebrauch. Bei Spinnen, die stark „bombardiert“ haben, kann man die „nackte“ Haut erkennen. Färbt sich diese Haut dunkel bis schwarz, kann von einer bevorstehenden Häutung ausgegangen werden. Die schwarze Farbe kommt von der Exuvialflüssigkeit, die die alte von der neuen Haut trennt.
Am Ende des Hinterleibes befinden sich der Darmausgang und die beiden Spinnwarzen-Paare. Vogelspinnen besitzen ein großes (14) und ein kleines Paar Spinnwarzen (15). Die fingerförmigen Spinnwarzen sind in drei Glieder unterteilt und sind jede für sich beweglich. Mit speziellen Drüsen an den Spinnwarzen produziert die Spinne Spinnseide. Diese Seide setzen die Tiere u. a. zum Kokonbau, zum Auskleiden der Wohnhöhle und bei der Nahrungsaufnahme ein.

#### Geschlechtsöffnung
Die Geschlechtsöffnung (18) befindet sich auf der Unterseite des Hinterleibes. Sie wird als Epigastralfurche bezeichnet. Beim Paarungsakt führt das Männchen hier die Enden (die Bulben) seiner Taster ein. Das Weibchen speichert das Sperma in den Samentaschen (Receptacula seminis oder Spermathek). Baut es später einen Kokon, passieren die Eier bei der Ablage die Spermathek und werden besamt. Die Spermathek wird bei der Häutung mitgehäutet, sodass jedes Weibchen nach der Häutung wieder „jungfräulich“ ist.
Beim Männchen tritt an der Geschlechtsöffnung die Samenflüssigkeit aus und wird auf ein zuvor gesponnenes Spermanetz abgegeben. Dieses Spermanetz wird zwischen zwei Gegenständen (z. B. Terrarienwand/Pflanze) gesponnen. Um die Samenflüssigkeit abzugeben, kriecht das Männchen mit der Unterseite nach oben unter das Netz. Danach klettert es auf das Netz und nimmt die Flüssigkeit mit den Bulben durch Pumpbewegung auf. Anschließend wird das Netz meistens zerstört.

## Entwicklung
Die Entwicklung von Vogelspinnen vollzieht sich in drei Abschnitten: Zeit im Kokon (Ei und Larve), Nymphe und Imago (erwachsenes Tier).

### Der Kokon

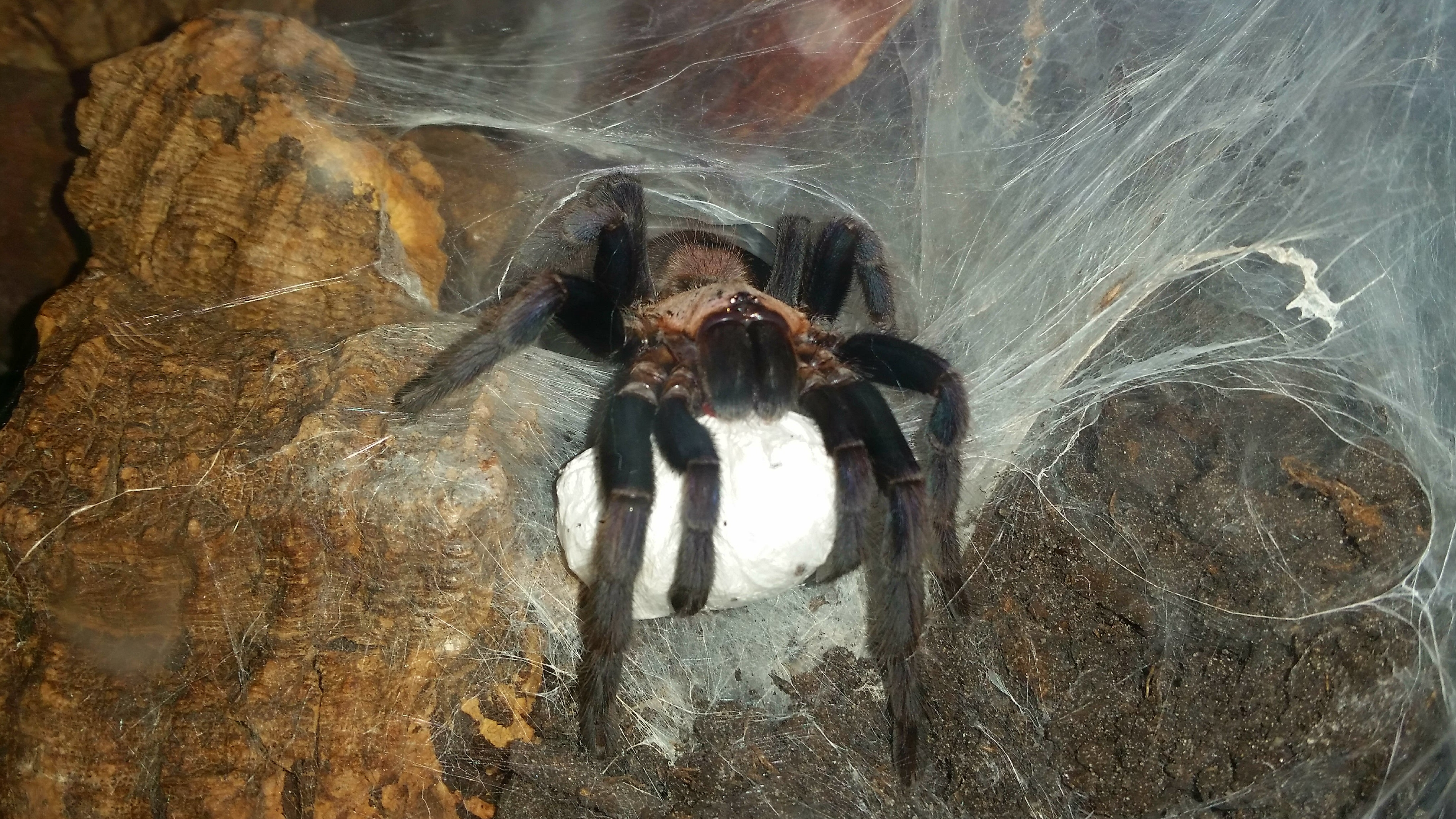
Chilobrachys fimbriatus Weibchen mit ihrem Kokon

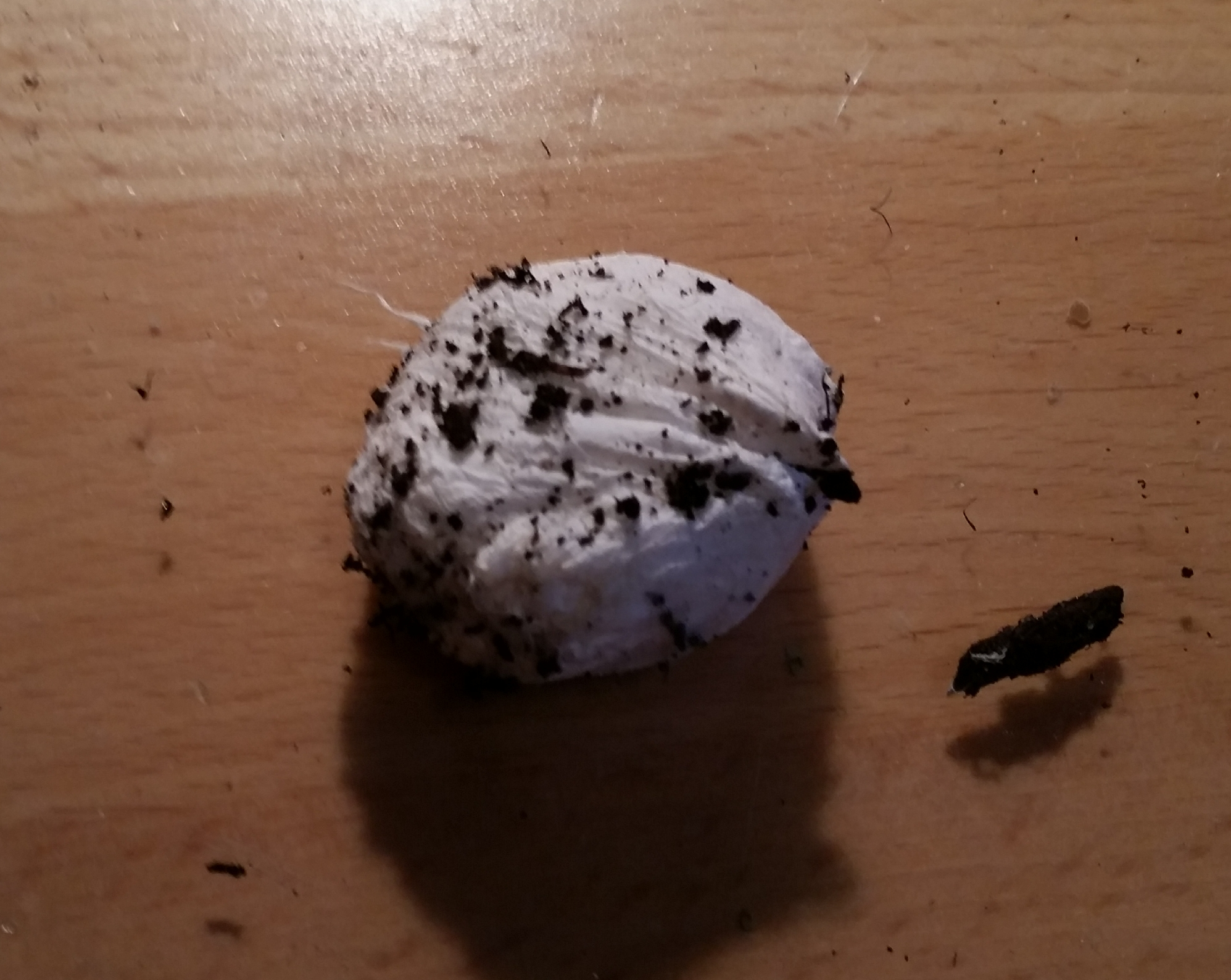
Kokon nach Entnahme

Durch das Muttertier wird ein Teppich aus Spinnseide gesponnen, auf den die Eier abgelegt werden. Während der Ablage werden die Eier mit dem in den Samentaschen gespeicherten Sperma besamt und schließlich von den Spermien befruchtet. Nachdem das Muttertier seine Eier gelegt hat, werden die Eier mit einer Lage Spinnseide bedeckt. Aus der Unterlage, den Eiern und der oberen Schicht formt das Weibchen den Kokon. Oft wird der Kokon mit weiteren Lagen Spinnseide umwoben, in die bei „Bombardierspinnen“ häufig Brennhaare eingewoben werden. Der Kokon wird durch das Muttertier bewacht.

### Die Zeit im Kokon

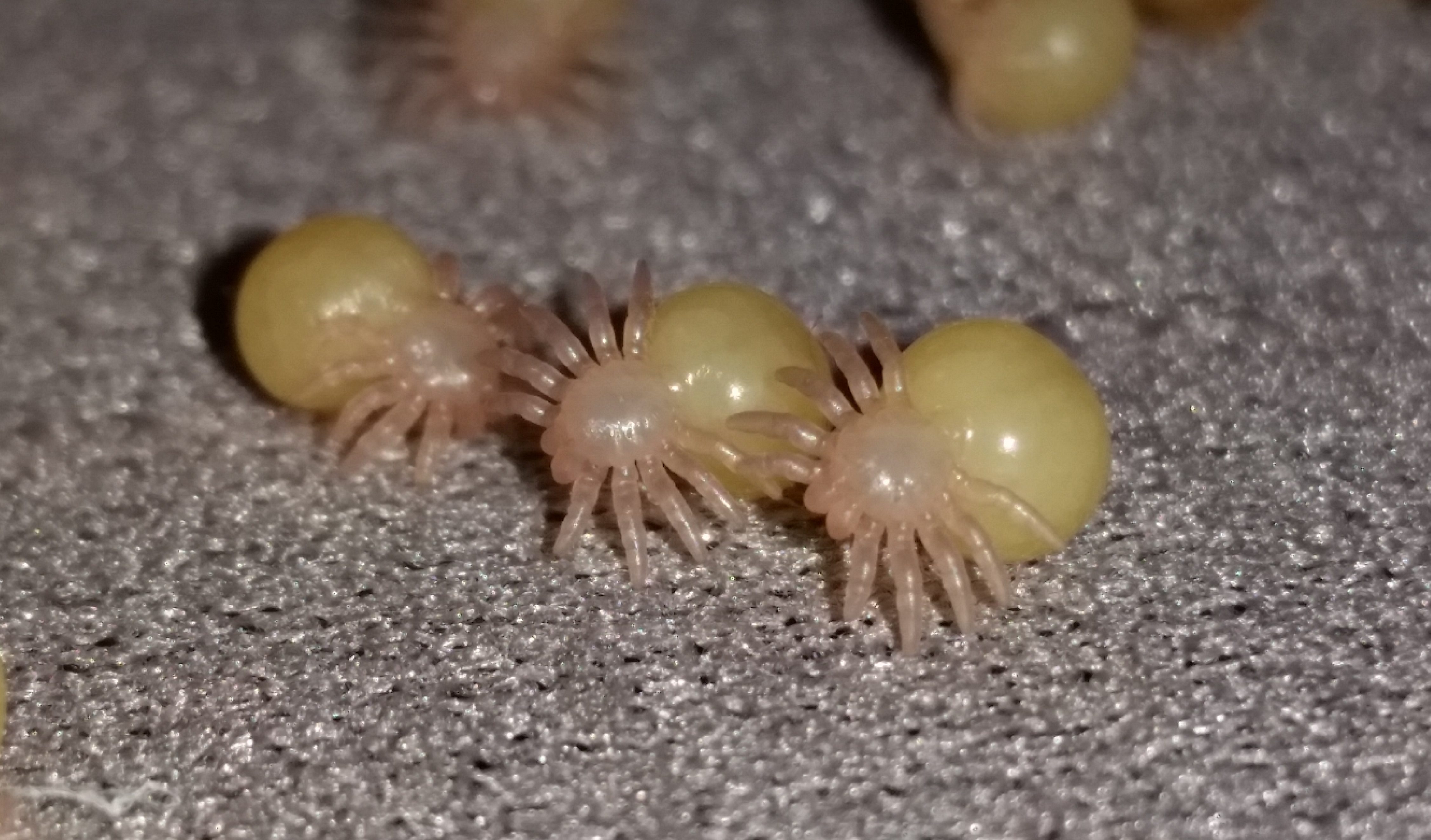
Prälarven („Ei mit Beinen“) von Chilobrachys fimbriatus

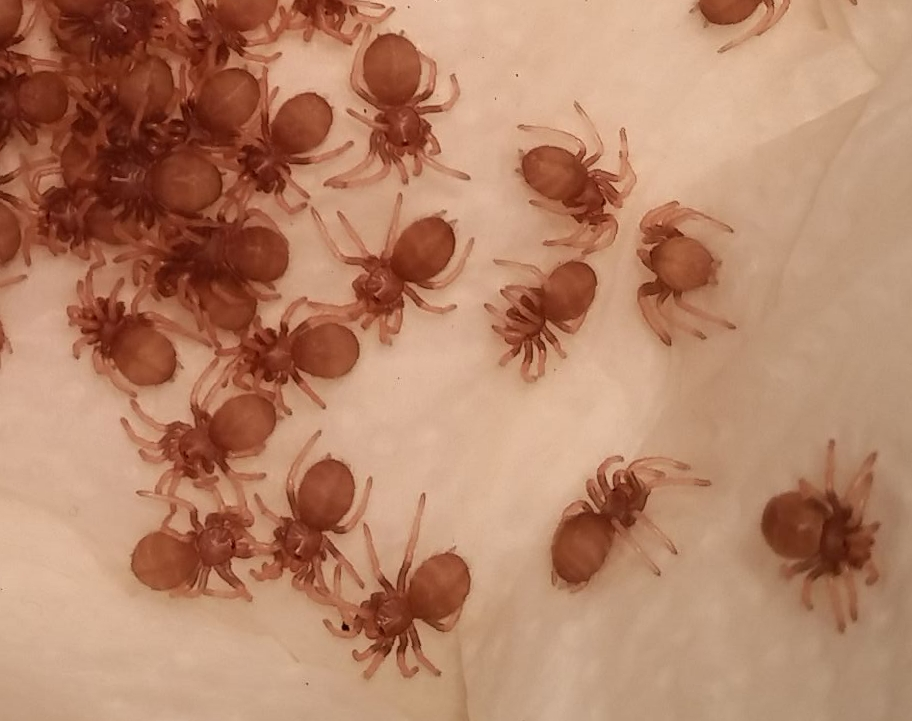
Chromatopelma cyaneopubescens im Larvenstadium

Im Kokon schlüpfen nach einiger Zeit aus den Eiern die Larven. Diese haben mit Spinnen noch nicht viel Ähnlichkeit. Die Bezeichnung „Ei mit Beinen“ beschreibt das Aussehen gut. Es ist die Unterteilung in Vorder- und Hinterkörper erkennbar. Vom Vorderkörper spreizen sich die vier Beinpaare und das Tasterpaar ab. Der Augenhügel ist auch schon zu erkennen. Die Eireste bilden den Hinterleib. Im Kokon häuten sich die Tiere nach einiger Zeit dann zur Larve II. Die Jungtiere sehen einer Spinne nun schon sehr ähnlich. Die Proportionen stimmen fast überein. Die Beißklauen (Cheliceren) sind ausgebildet und erkennbar, ebenso die Spinnwarzen. Als Larven nehmen die Tiere keine Nahrung an. Teilweise wurde aber schon beobachtet, dass Larven nicht befruchtete Eier oder schwächere Geschwistertiere aussaugen. Noch im Kokon häuten sich die Larven zu Nymphen. Durch das Muttertier wird der Kokon meistens erst geöffnet, wenn sich die Larven zu Nymphen gehäutet haben, dies kann aber auch schon früher geschehen. Es passiert immer wieder, dass der Kokon in dieser Entwicklungsphase vom Muttertier gefressen wird, vermutlich, weil die Bewegungen der Nymphen den Fressreiz der Mutter ansprechen, die während des Bewachens meist keine Nahrung zu sich nimmt. Die frisch gehäuteten Nymphen bleiben zunächst beim Kokon. Die Entwicklungszeit ist abhängig von der Art und von der vorherrschenden Temperatur.

### Die Nymphe

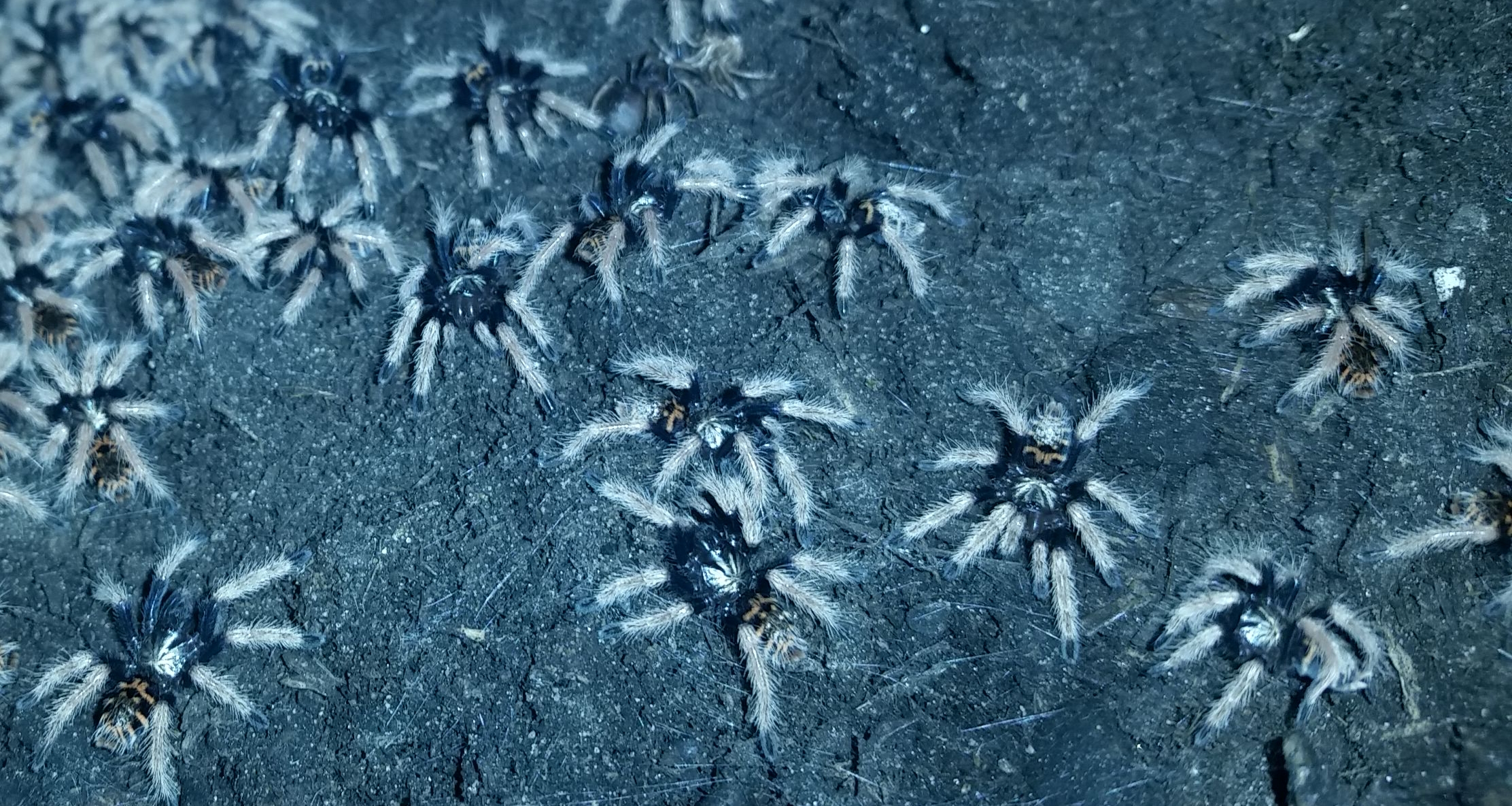
Chromatopelma cyaneopubescens nach der Häutung in die 1. Fresshaut

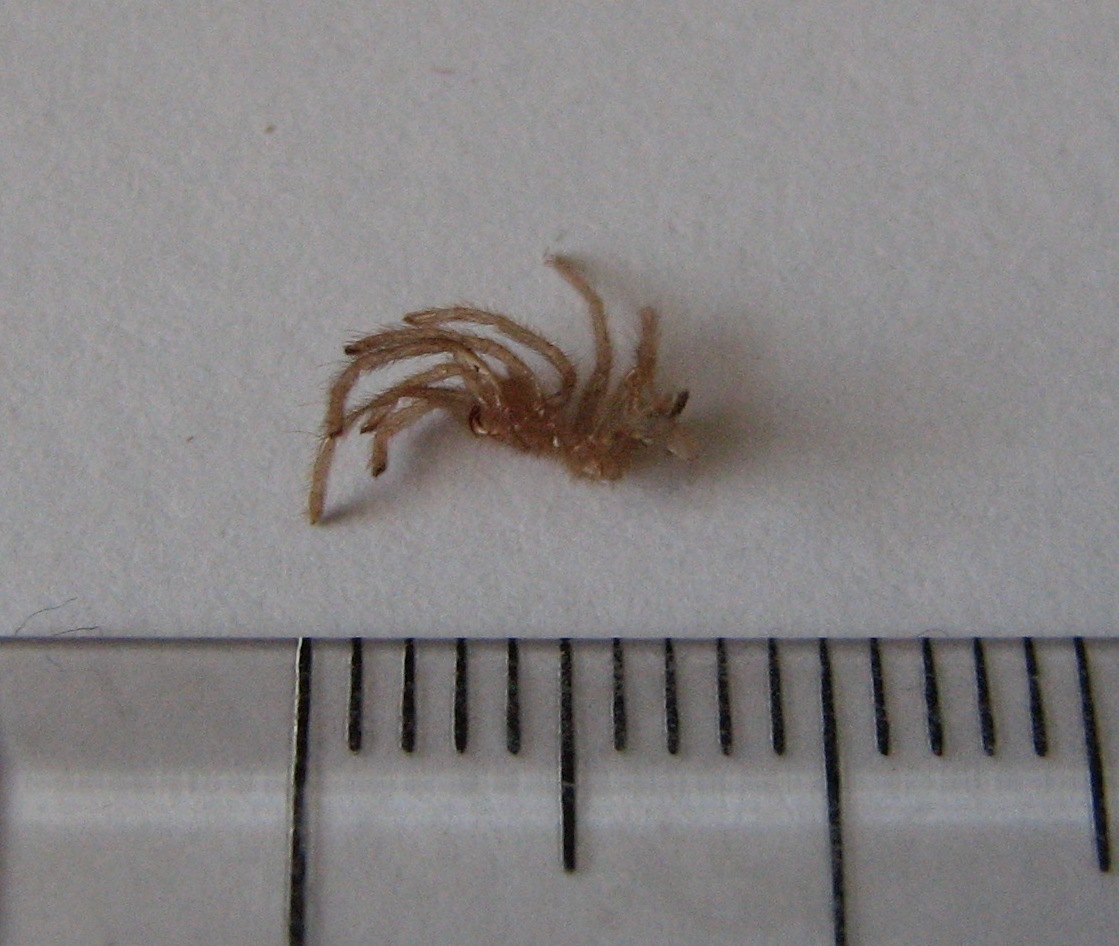
Phormictopus cancerides, Exuvie nach Häutung zur 3. FH

Die Nymphe wird in Terrarianerkreisen auch als Spiderling bezeichnet. Des Weiteren gibt es noch die umgangssprachliche Bezeichnung Fresshaut. Als Fresshäute bezeichnet der Vogelspinnenhalter juvenile Entwicklungsstadien der Tiere, in denen sie Nahrung – nach alter Lehrbuchmeinung – selbst zu sich nehmen (Nymphe). Das erste Nymphenstadium ist die „erste Fresshaut“. Mit jeder Häutung vergrößert sich die Nummer der Fresshaut (FH), also 1. FH, 2. FH, 3. FH, und so weiter.
Bis die Spinne geschlechtsreif (adult) ist, benötigt sie je nach Art unterschiedlich viele Häutungen. Die Zeitabstände zwischen den Häutungen sind vom Mikroklima abhängig. Die Abstände zwischen den Häutungen betragen am Anfang vier bis acht Wochen. Der Abstand vergrößert sich mit jeder Häutung. Die Anzahl der Häutungen ist teils auch vom Geschlecht abhängig. Die Männchen werden oft früher erwachsen.
Je nach Art ist das Tier bereits nach einem Jahr (Psalmopoeus cambridgei) oder erst nach sieben bis zehn Jahren (Mexikanische Rotknie-Vogelspinne, Brachypelma smithi) erwachsen. Aber auch hier sind die Außentemperaturen entscheidend. Je wärmer die Umgebung der Spinne ist (28–32 °C), desto schneller wächst und damit häutet sie sich. Bei niedrigeren Außentemperaturen (20–24 °C) dauert die Entwicklung wegen des reduzierten Stoffwechsels der wechselwarmen Tiere länger. Bei den oben genannten Tieren ist eine Haltung bei 24–28 °C optimal. Die optimale Haltungstemperatur schwankt von Art zu Art. Tiere aus höheren Lagen bevorzugen kühlere Temperaturen, solche aus Savannen oder Wüstengebieten höhere.

### Das erwachsene Tier

Häutung einer Acanthoscurria geniculata

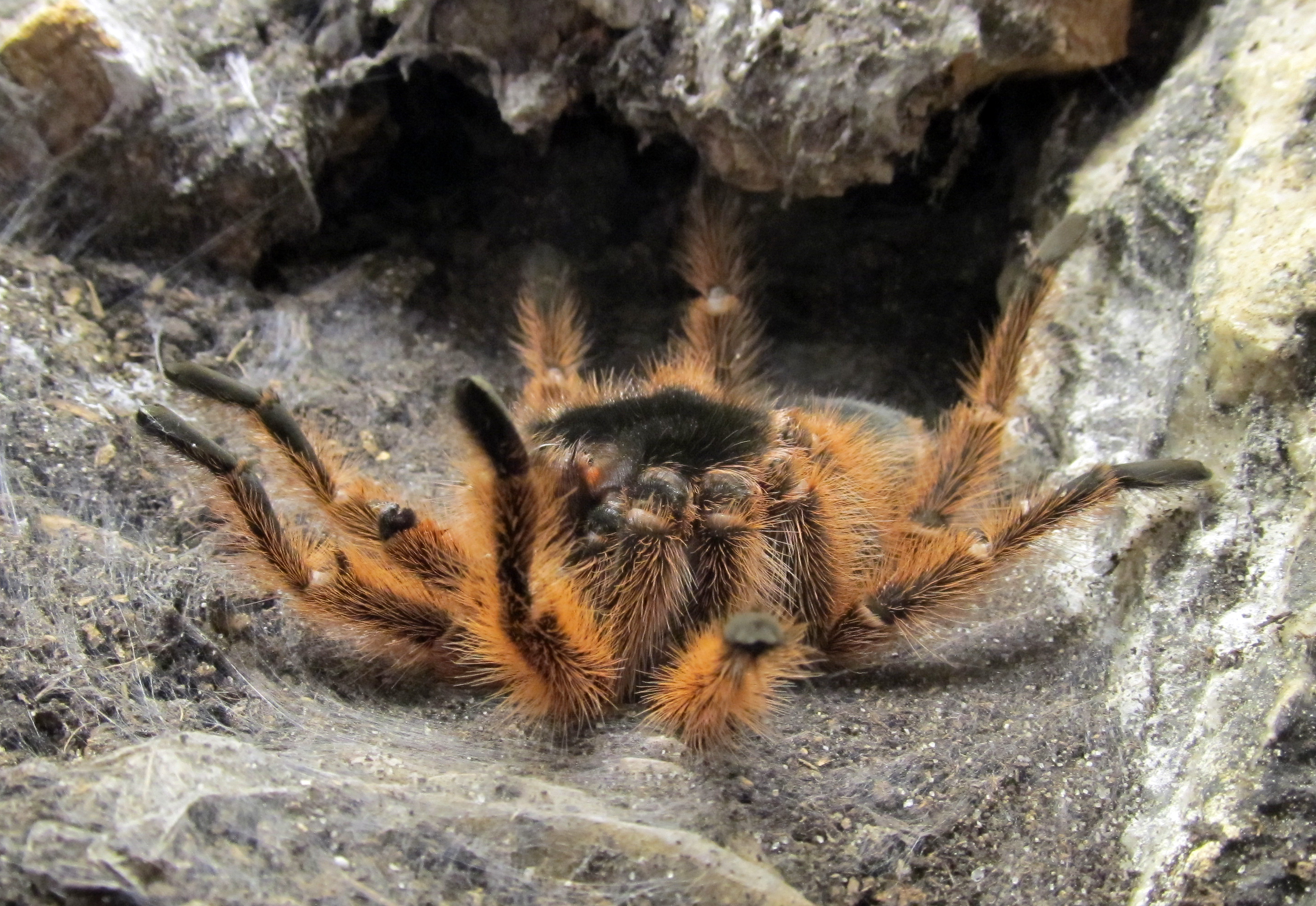
Die Vorbereitung einer Häutung bei einem ausgewachsenen Männchen von Grammostola rosea. Zweite Reifehäutungen werden in Gefangenschaft sehr selten beobachtet und führen meistens zum Tod, da die Tiere in der alten Haut stecken bleiben, oder zur Unfruchtbarkeit durch deformierte Bulben.

Nach der Reifehäutung wird von einem adulten (erwachsenen) Tier gesprochen. Für Männchen ist dies die letzte Häutung, doch Weibchen häuten sich weiter – meist etwa ein Mal im Jahr, alte Tiere nur noch etwa alle zwei Jahre. Dabei legen sie in der Regel immer noch an Größe zu, können aber bei schlechtem Ernährungszustand sogar kleiner werden. Der Größenunterschied vor und nach der Häutung ist nicht mehr so groß wie bei Nymphen.
Ein erwachsenes Männchen ist gut an seinen Bulben (21) erkennbar, welche im Ruhezustand nach hinten eingeklappt sind. Bei vielen Arten besitzen die Männchen zudem Schienbeinhaken (Tibiaapophysen), die bei der Paarung die Beißklauen des Weibchens blockieren sollen und dabei helfen, den Vorderkörper des Weibchens anzuheben. 
Bei Weibchen ist die Reifehäutung schlecht zu bestimmen, da sie keine äußeren Anzeichen für die Geschlechtsreife haben. Sicher kann man erst dann sein, wenn das Weibchen einen Kokon gebaut hat. Der Samenvorratsbehälter (Spermathek) ist bereits bei weiblichen Nymphen vorhanden. Bei jeder Häutung wird dieser mitgehäutet, so dass eine Geschlechtsbestimmung bereits bei Nymphen möglich ist. Er wächst das ganze Leben mit. Eine Ausnahme bilden die Arten Sickius longibulbi und Encyocratella olivacea, bei der die Weibchen keine Spermathek besitzen.
Bei einigen Arten zeigt sich nach der Reifehäutung ein deutlicher farblicher Geschlechtsdimorphismus. Das heißt, dass entscheidende äußere Unterschiede zwischen Männchen und Weibchen bestehen.

## Beute

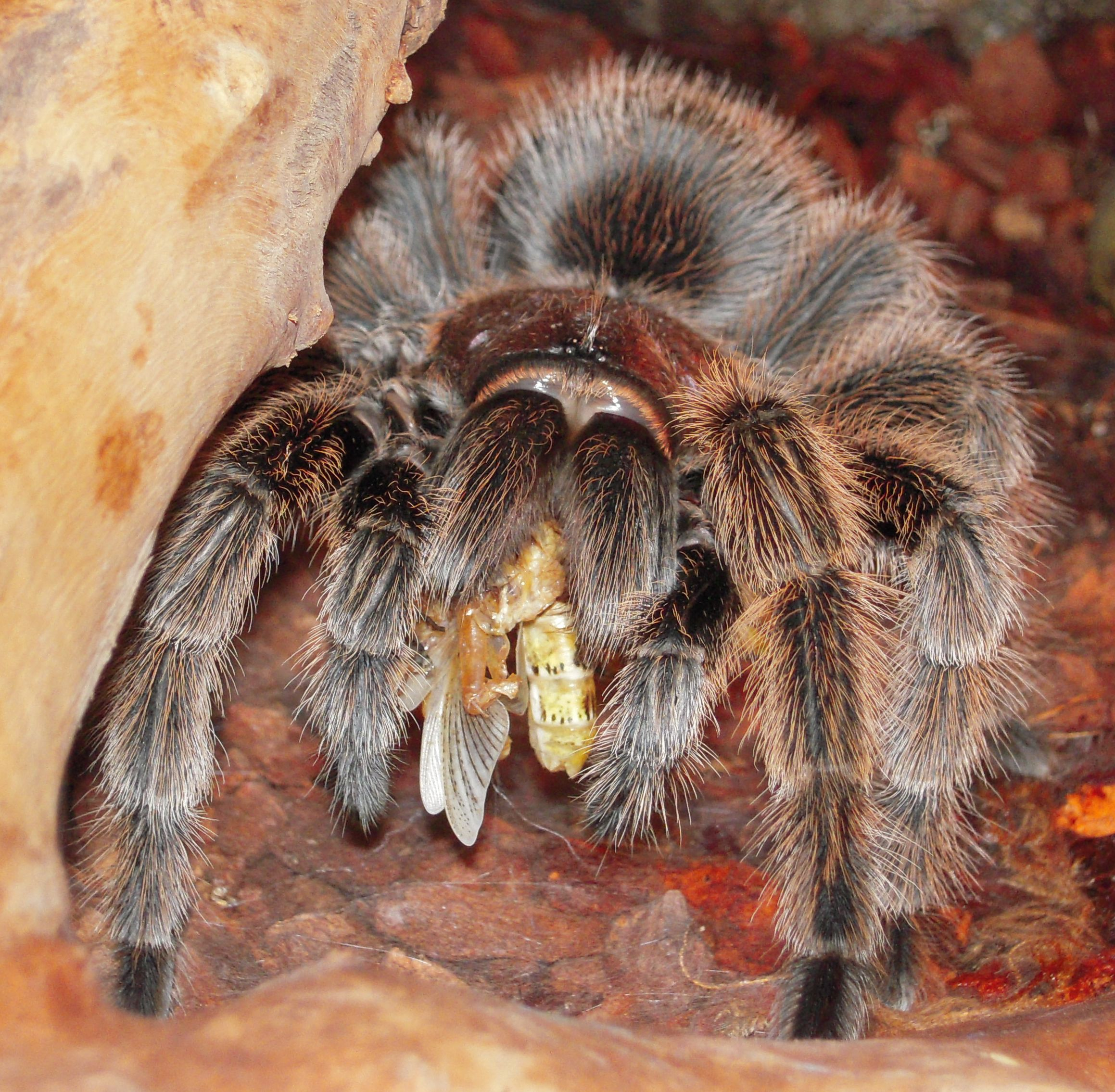
Eine Grammostola rosea frisst eine Heuschrecke

Vogelspinnen fressen alles, was sie überwältigen können. In der Regel sind das größere Insekten wie Grillen, Schaben und Heuschrecken. Aber auch Tausendfüßer und Skorpione gehören zum Beutespektrum. Große Vogelspinnenarten erbeuten auch gelegentlich kleine Echsen und kleine Nagetiere, selten kleine (Gift-)Schlangen. Nestjunge oder kranke Vögel werden mitunter ebenfalls überwältigt. Gesunde Vögel gehören trotz ihres Namens nur selten zur Beute von Vogelspinnen.

## Natürliche Feinde
Zu den natürlichen Feinden der Vogelspinnen zählen Wegwespen, in Amerika etwa Pepsis formosa. Mancherorts sind Hundertfüßer und Skorpione Fressfeinde. Auch kleine räuberische Wirbeltiere, wie die afrikanischen Mangusten, erbeuten gelegentlich Vogelspinnen. Wanderameisen fallen bei ihren Beutezügen über alles her, was nicht fliehen kann, auch über Spinnen jeglicher Größe und Art.
Einige neuweltliche (amerikanische) Vogelspinnen besitzen zusätzlich zum Abwehrverhalten so genannte Brennhaare auf ihrem Hinterleib, die mit Widerhaken besetzt sind. Potenziellen Feinden werden diese mit raschen Bewegungen der hinteren Beinpaare entgegengeschleudert (sog. Bombardieren). Sie sind auch ein passiver Schutz, da sie sich bei Berührung ablösen, um am Angreifer hängenzubleiben. In Schleimhäuten und Augen können die Brennhaare zu Entzündungen führen. Bei wiederholtem Kontakt mit ihnen kann es aber auch zu allergischen Reaktionen kommen. Auf der Haut führen die Haare zu unangenehmem Juckreiz. Einige Avicularia-Arten spritzen dem vermeintlichen Angreifer Kotflüssigkeit entgegen.

## Vogelspinnen und der Mensch

### Bisse von Vogelspinnen
Trotz ihrer Größe ist ein Biss der meisten Vogelspinnen für einen Menschen zwar schmerzhaft, aber dennoch harmlos, es sei denn, es treten allergische Reaktionen auf. In vielen Büchern werden die Folgen mit denen eines Bienen- oder Wespenstichs verglichen, was aber nicht auf alle Arten zutrifft. Nur bei Vertretern der asiatischen Gattung Poecilotheria sowie manchen afrikanischen Arten wie Pterinochilus murinus oder Stromatopelma calceatum kann ein Biss selten von Muskelkrämpfen und Benommenheit begleitet werden, die mehrere Tage anhalten können. Recht häufig tritt bei einem Biss allerdings eine Sekundärinfektion auf, ausgelöst durch die zahlreichen Keime an den Cheliceren der Spinne. Auch die mechanische Wirkung der im Vergleich zu anderen Spinnengruppen sehr langen Giftklauen kann zu tiefen und schmerzhaften Wunden führen.

### Vogelspinnen als Lebensmittel
In einigen Gegenden Südamerikas und Asiens werden Vogelspinnen als Lebensmittel genutzt. In Kambodscha werden beispielsweise Vogelspinnen gebraten als Street Food verkauft. Diese stammen entweder aus Wildfang oder werden eigens für den Verzehr gezüchtet.

## Systematik und Verbreitung

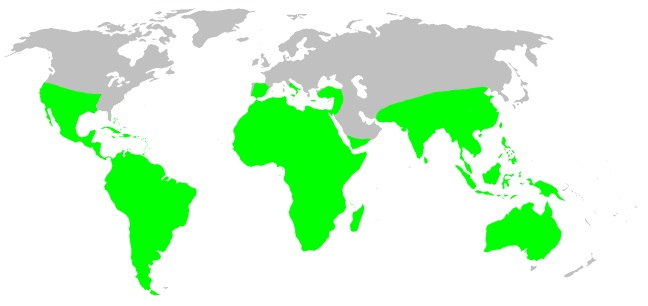
Verbreitungskarte der Vogelspinnen

Die Systematik der Vogelspinnen befindet sich immer noch in ständiger Bewegung, da stets neue Arten beschrieben, alte Arten revidiert und Verwandtschaftsverhältnisse aufgedeckt werden. Die Beschreibung und Revision neuer Arten erfolgt dabei meist klassisch anhand morphologischer Untersuchungen an den Tieren selbst. Die Verwandtschaftsverhältnisse der einzelnen Arten, Gattungen und Unterfamilien untereinander werden hingegen, wie bei allen Taxa der außerordentlich vielfältigen Ordnung der Webspinnen, mittlerweile fast ausschließlich anhand von molekulargenetischen Untersuchungen erforscht, da die Methoden der Morphologie hier nicht ausreichen, um stichhaltige Aussagen treffen zu können.
Der Arachnologe Günter Schmidt unterscheidet in seinem Standardwerk „Die Vogelspinnen“ aus dem Jahr 2003 zwölf Unterfamilien. Seither gab es zahlreiche Änderungen bezüglich der Nomenklatur, die u. a. zur Auflösung einer Unterfamilie führten und auch den Artenumfang einiger Unterfamilien veränderten. So wurde die bei Schmidt gelistete Unterfamilie Spelopelminae Smith, 1995 im Jahr 2003 aufgelöst, da alle Arten der einzigen Gattung Spelopelma Gertsch, 1982 durch eine Revision mit Hemirrhagus Simon, 1903 synonymisiert worden sind. Die Gattung Hemirrhagus gehört zur Unterfamilie Theraphosinae.
Im Jahr 2008 überführten Robert Samm und Günter Schmidt selbst die Gattungen Psalmopoeus und Tapinauchenius aus den Aviculariinae in eine neue Unterfamilie, die vorerst den Namen Sinurticantinae Samm & Schmidt, 2008 erhielt. Die neue Unterfamilie wurde jedoch 2010 von den Autoren aus nomenklatorischen Gründen in Psalmopoeinae Samm & Schmidt, 2010 umbenannt.
Eine Übersicht über die 12 Unterfamilien und ihre Verbreitung gibt die nachfolgende Liste:
- Aviculariinae Simon, 1874 – Niederkalifornien, Karibik, Mittel- und Südamerika
- Eumenophorinae Pocock, 1897 – Arabische Halbinsel und Afrika
- Harpactirinae Pocock, 1897 – Afrika
- Ischnocolinae Simon, 1892 – Europa, Afrika, Naher Osten, Arabische Halbinsel, Indien, Karibik, Mittel- und Südamerika
- Ornithoctoninae Pocock, 1895 – Indien und Südostasien
- Poecilotheriinae Simon, 1892 – Indien und Sri Lanka
- Psalmopoeinae Samm & Schmidt, 2010 – Karibik, Mittel- und nördliches Südamerika
- Selenocosmiinae Simon, 1889 – Indien, Sri Lanka, Südostasien und Australien
- Selenogyrinae Smith, 1990 – Afrika und westliches Indien
- Stromatopelminae Schmidt, 1993 – Afrika
- Theraphosinae Thorell, 1990 – Nord-, Mittel- und Südamerika
- Thrigmopoeinae Pocock, 1900 – Indien